# 惠更斯目镜
惠更斯目镜（H式或HW式目镜）是由二片相互分离的平凸透镜组成的目镜，凸面都朝向物镜一端，其中较大的一块透镜焦距近似为较小的一块透镜焦距的3倍，两块透镜的距离为焦距之和的一半。两个透镜使用同种牌号的玻璃制成。这种两片组的目镜是17世纪由荷兰物理学家惠更斯发明的，因此命名为惠更斯目镜。惠更斯目镜能够有效地消除彗差、倍率色差，像散也很小，但不能显著降低球差和位置色差，而且像场较弯曲，向眼睛一端突出，视场很小，出瞳距离很短。惠更斯目镜属于第一代目镜，容易制造，价格低廉，但缺点很多，而且第一主焦点在两块透镜之间，不能安装十字丝或分划板，因此不能作为测微目镜，因此惠更斯目镜在望远镜中不常用。如果将场镜由平凸透镜改为弯月形透镜即可改善场曲，增大视场。